# 南洋初级学院
南洋初级学院（NYJC，简称南初）是新加坡一所优秀的初级学院，即新加坡教育体系的一部分，提供为期两年的大学预科课程，直至GCE A水准会考。南初注重培养全面发展的学生，近两年来在新加坡初级学院的排名中步步高升，学院人气颇高。同时，南初与中正中学 (总校)和中正中学 (义顺)两校为附属学校，但和南洋女子中学并无附属学校关系。

## 历史
南洋初级学院于1977年成立，原名为罗弄泉初级学院，是在新加坡的第二所初级学院。学院的第一任校长是谢坤福院长先生。1978年一月开课时，当时的约600第一批艺术和科学专业学生于当时的西湖中学校舍上课。学院的永久校舍于1978年11月完工，全体师生于同年12月迁入校舍。
罗弄泉初级学院于1978年更名为南洋初级学院。此名称反映了新加坡由来自不同背景的移民们共同建设。初级学院的徽章由立于涛浪上配搭红色背景一只白色的狮子组成，校训为“共同建设”。
南初的校舍建在一座山岗上，20世纪80年代和90年代云雾常笼罩南初的部分校园。因此，南初也被称为“白云岗”。这也是学院的中国文化协会常年戏剧演出的灵感。南初校友会成立于1988年，使学生保持与学院的联系，留住对于母校的情感。
1997年，南初被选为新加坡第二所提供艺术选修课程（AEP）的学府。 续华中初级学院（现为华侨中学（高中部），南初也于1999年开办了语文特选课程（简称“语特”），并至今已培育了许多精通双语的奖学金获得主.

### 历届校长
| 英文姓名            | 中文姓名   | 任职年份    |
| ------------------- | ---------- | ----------- |
| Mr Chia Khoon Hock  | 谢坤福先生 | 1977 – 1995 |
| Mdm So Bie Leng     | 苏碧玲女士 | 1996 – 2000 |
| Mdm Ho Woon Ho      | 冯焕好女士 | 2001 - 2005 |
| Mr Kwek Hiok Chuang | 郭毓川先生 | 2006 – 2016 |
| Mr Low Chun Meng    | 刘俊铭先生 | 2017 – 至今 |

## 校服
南初的校服和华中高中部相似，男生的校服为米色衬衫配搭同色长裤，女生则配搭米色裙子。学院徽章别于衬衫的左领。深米色的校服于2008年完全淘汰。   
学校的领带原是周三校服穿戴的一部分，现只用于正规的学校活动和集会，配搭深褐色外套。学院的体育服为蓝白相兼的汗衫和带有学院英文缩写“NYJC"的黑色短裤。
伴随南洋初级学院马球T恤的推介，学院于2012年开始允许学生在星期三和星期五穿非正式校服上课，并在次年增加至四天（即星期三除外）。除了班级，CCA 恤衫，学生也可穿校内组织的活动所穿的恤衫作为非正式校服。

## 学术
南初提供艺术和研究的科学课程，同时也是新加坡高等教育体制于2006年改革后坚持不以“S（代表理科）”和“A（代表文科）”分班的几所初院之一。
南初也是不以传统的上午7点30分或40分举行早会的的院校之一。高一学生在星期二，星期三和星期五于上午8:30举行早会，高二学生则在周一，周三和周四于上午8:30举行早会。其余天数则没有早会，学生可于8时50分报到，出席上午9点的第一节课。

## 学生组织和领袖培训

### 学生理事会
南初学生会是由一组30至40人的团队组成。由执行委员会领导，并附有三个委员会，即学生福利、通信和宣传部。
南初学生理事会也是新加坡首个以推特账户更新学校动态的学生理事会之一。

### 班任理事会及班任理事执委会
南初的每届班级都会推选组成一个班任委员会（CLC）（前称为“班际学运”），由所有班级的五个代表：班主席，副主席，服务学习委员（SL委员），国民教育委员（NE委员）和倡导环保委员组成。
整个团体由班级领导执行委员会（CLEXCO）领导，作为组织联系，培训班和培训营，以及规划和在学校的执行活动的负责团体。班级领导执行委员会（CLEXCO）也与学生理事会兼并合作主办各种校内、校际活动。

## 杰出校友

### 政治
- 詹姆斯·过密斯先生 James Gomez: 新加坡民主党政治人物
- 莫哈默·费绍尔·易卜拉欣副教授 Assoc Prof Muhammad Faishal Ibrahim: 国会秘书, 教育部、社会及家庭发展部政务次长 , 义顺集选区议员
- 伍碧虹女士 Ng Phek Hoong Irene: 前淡滨尼集选区议员
- 谢镜丰先生 Chia Kiah Hong, Steve: 前國民團結党秘书长， 非选区议员（2001-2006）
- 张思乐先生 Teo Ser Luck: 人力部政务部长，东北区市长，白沙-榜鹅集选区议员
- 杨木光先生 Yeo Guat Kwang: 前宏茂桥集选区议员

### 法律
- 潘赖发副教授 Assoc Prof Phua Lye Huat, Stephen: 法学硕士（LLM）（国际商业法）计划董事，新加坡国立大学法学院

### 国防
- 梁建鸿中将 LG Neo Kian Hong: 国防军前首席, 新加坡武裝部隊

## 图片展览

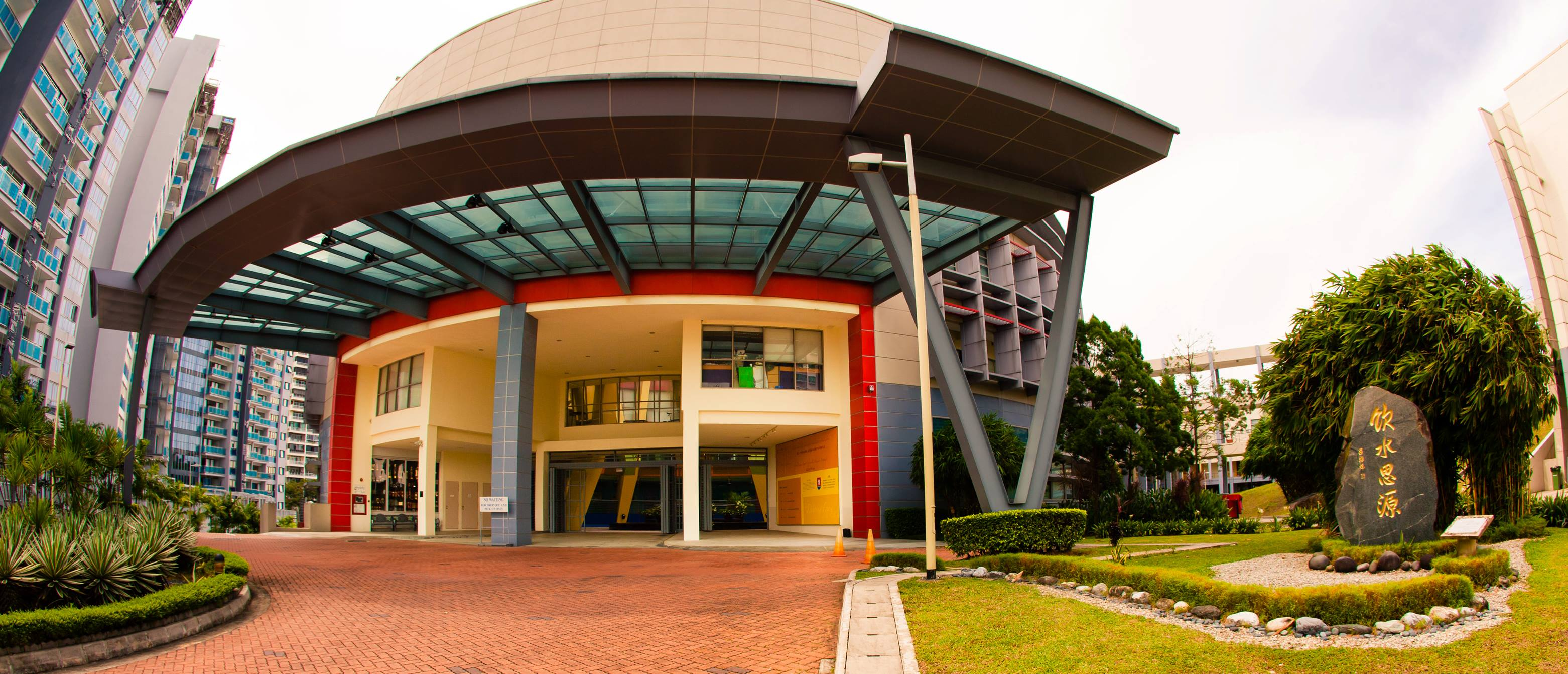
南初行政楼。
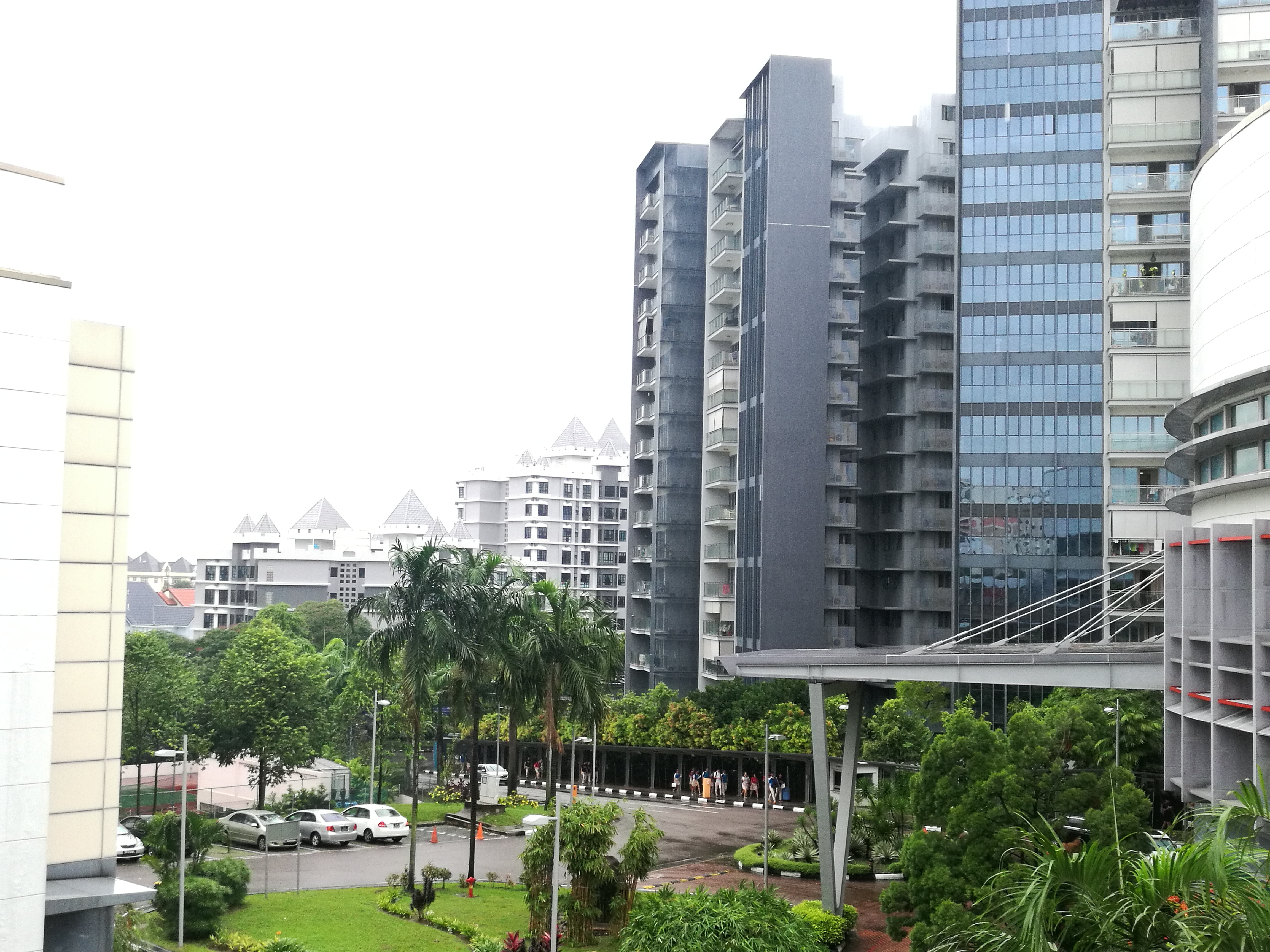
南初行政楼与正门大道一瞥。
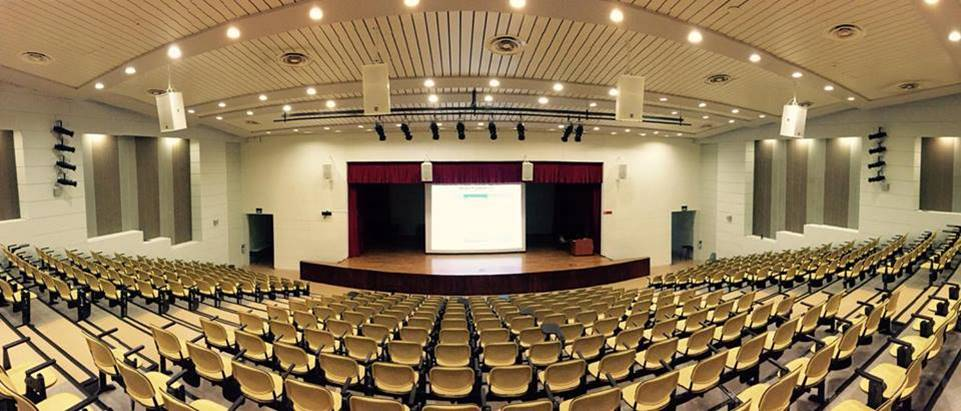
南初第四大讲堂。
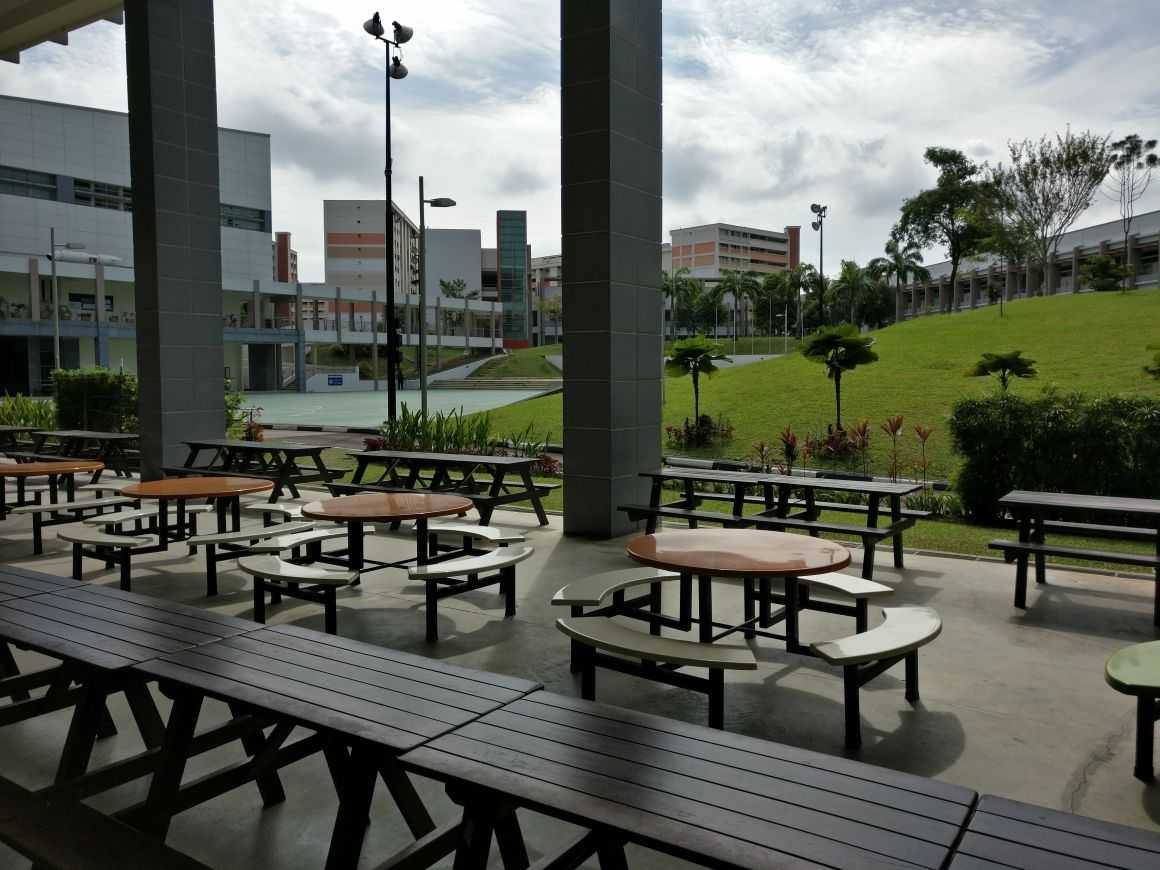
南初的写字桌。
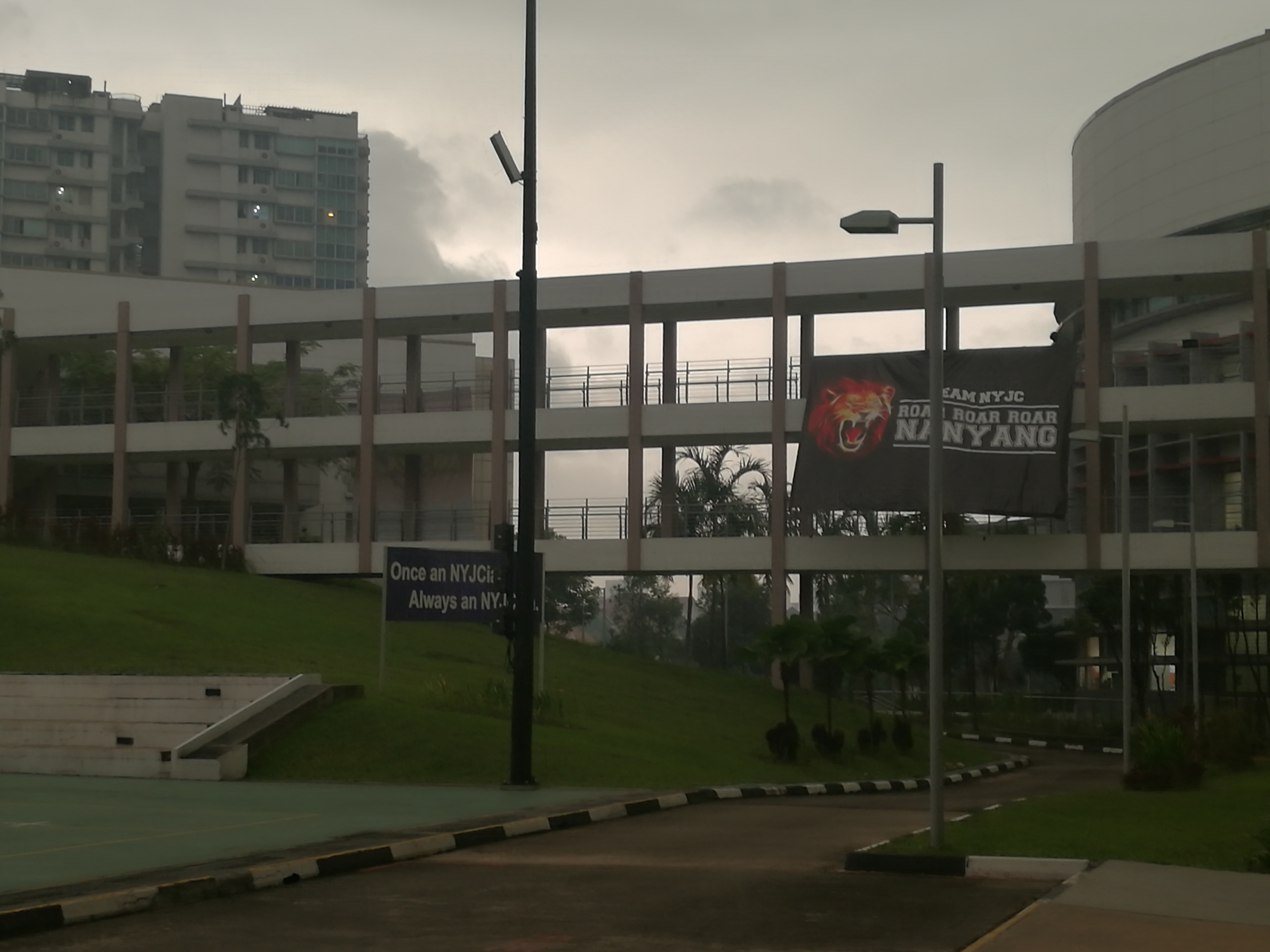
南初的建筑连接桥。
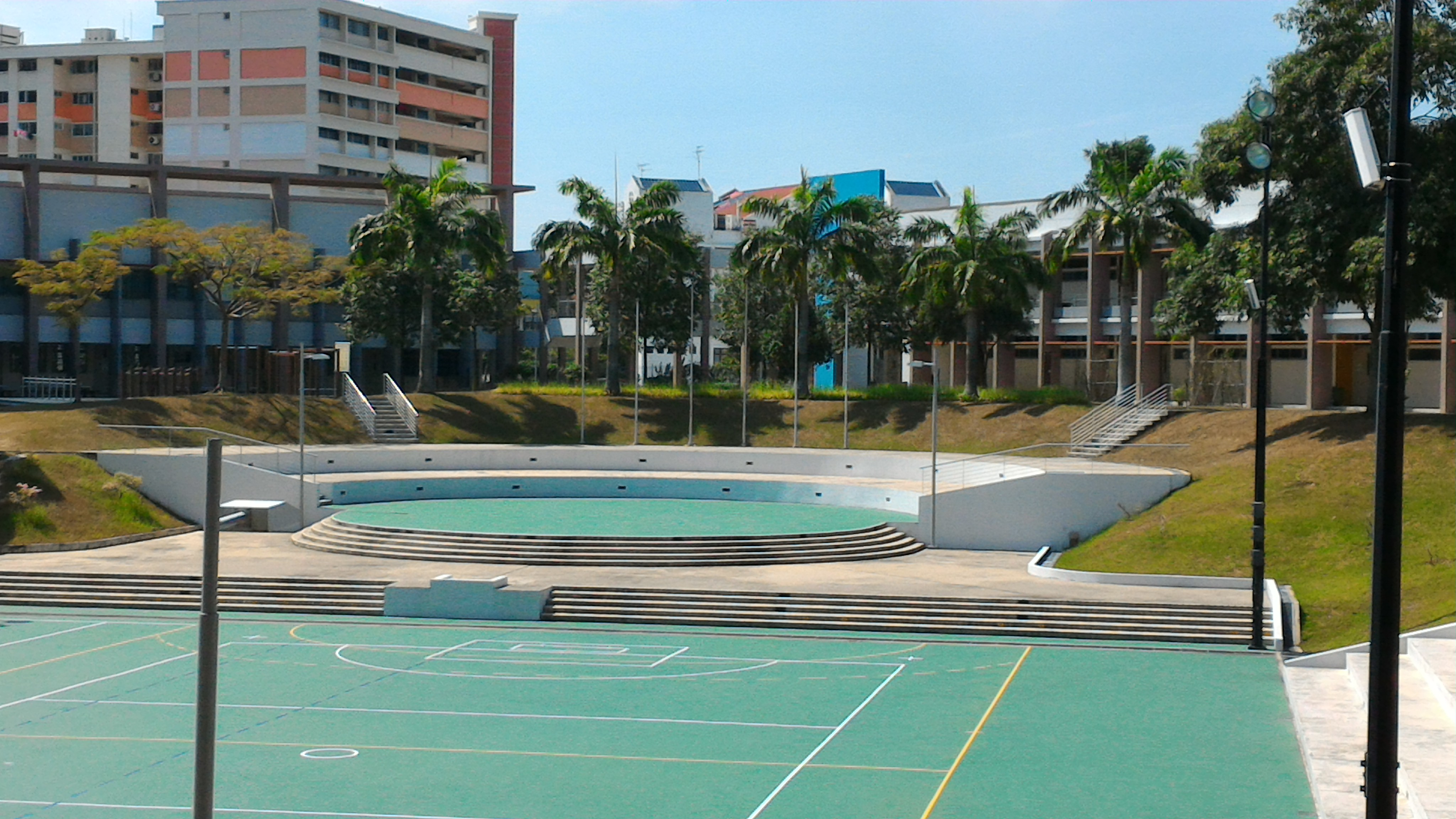
南初操场
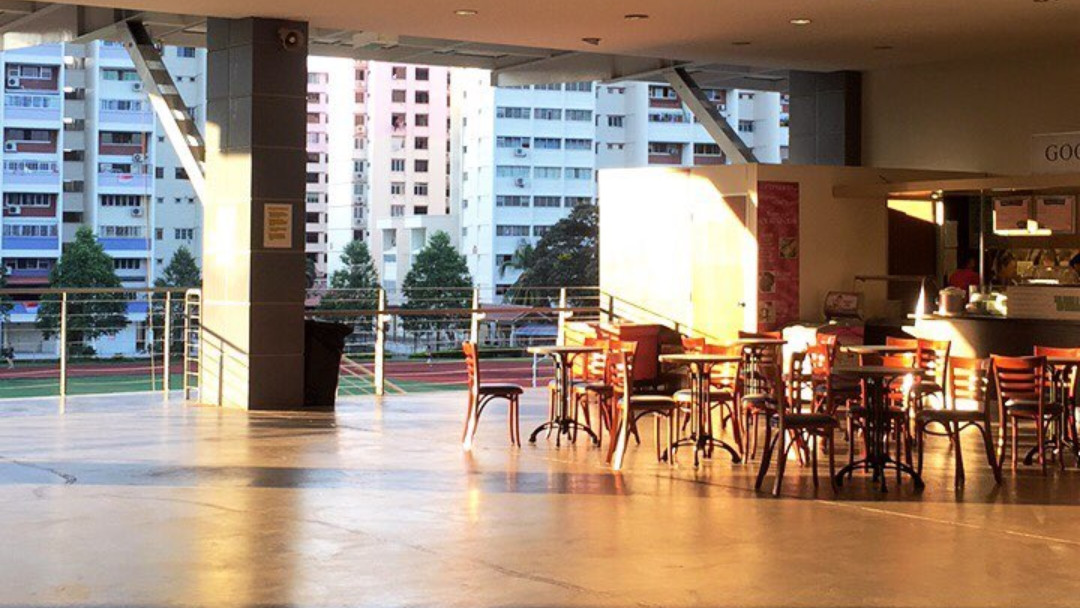
南初二楼大厅，面向体育场一瞥。
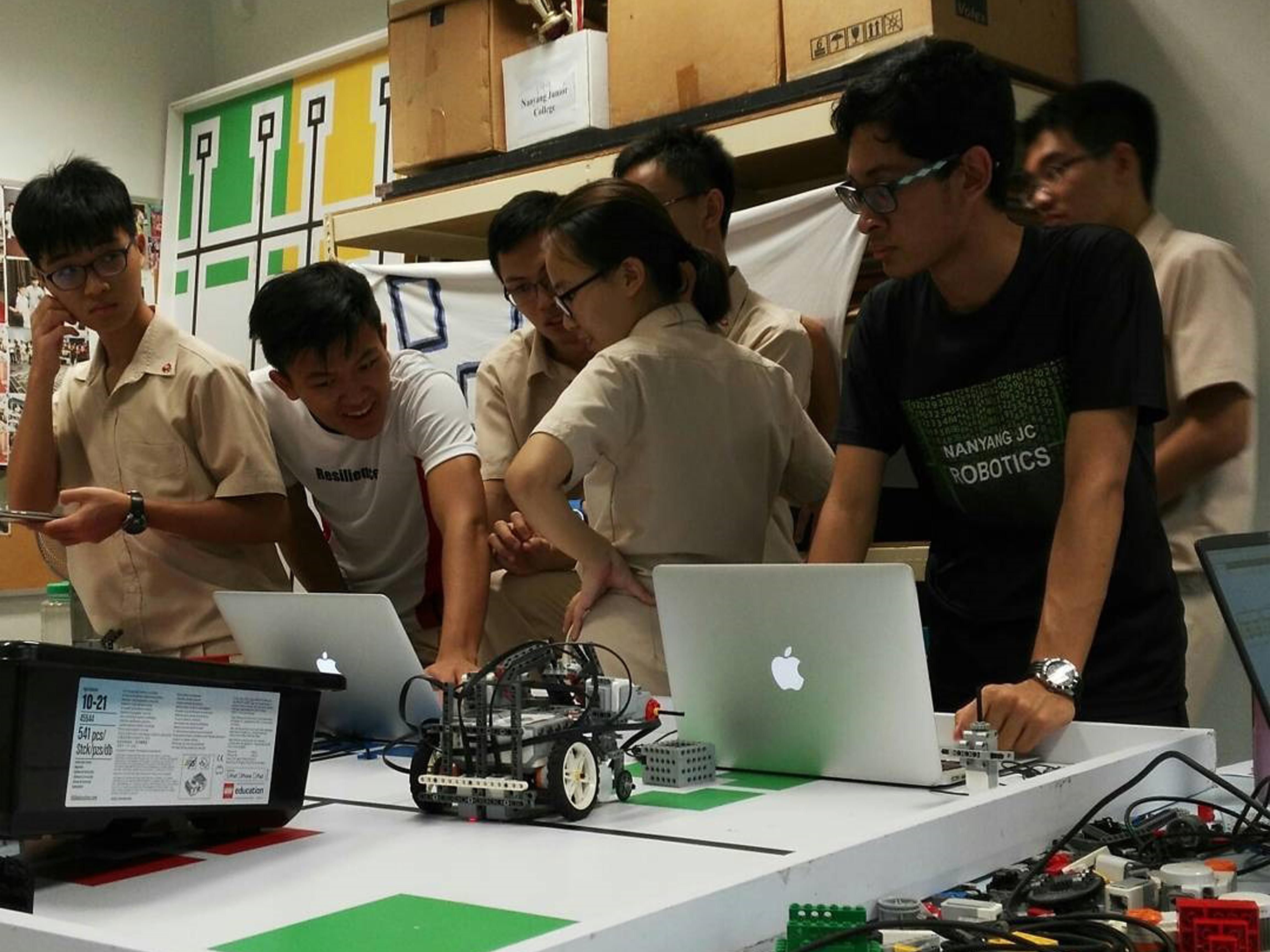
南初机械科技社，机械科技为南初的课外活动强项。
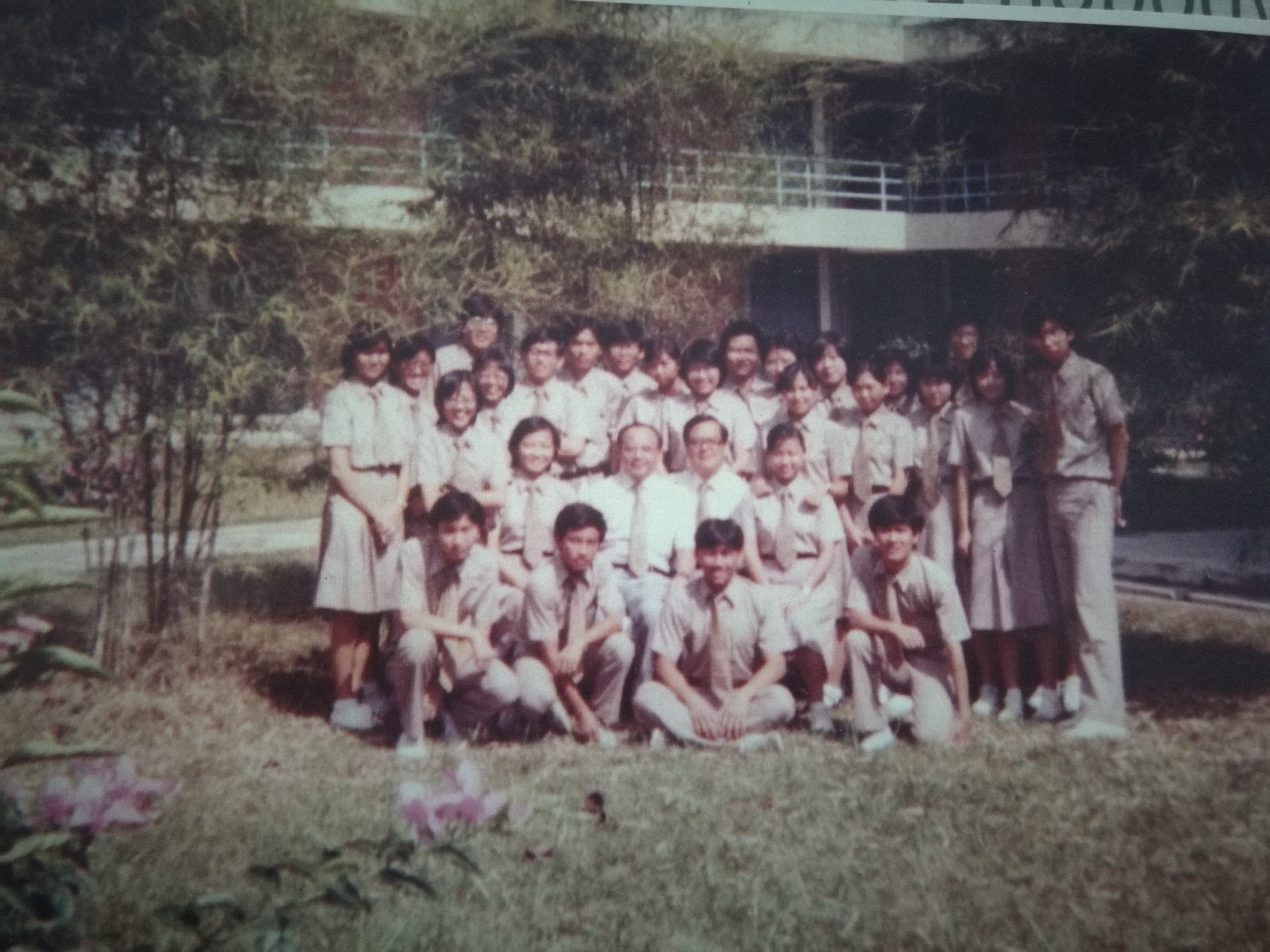
南初1993年班级照.